# Evangelisch-lutherische Pfarrkirche Untermerzbach
Die Evangelisch-lutherische Pfarrkirche im unterfränkischen Untermerzbach im Landkreis Haßberge ist eine Simultankirche.

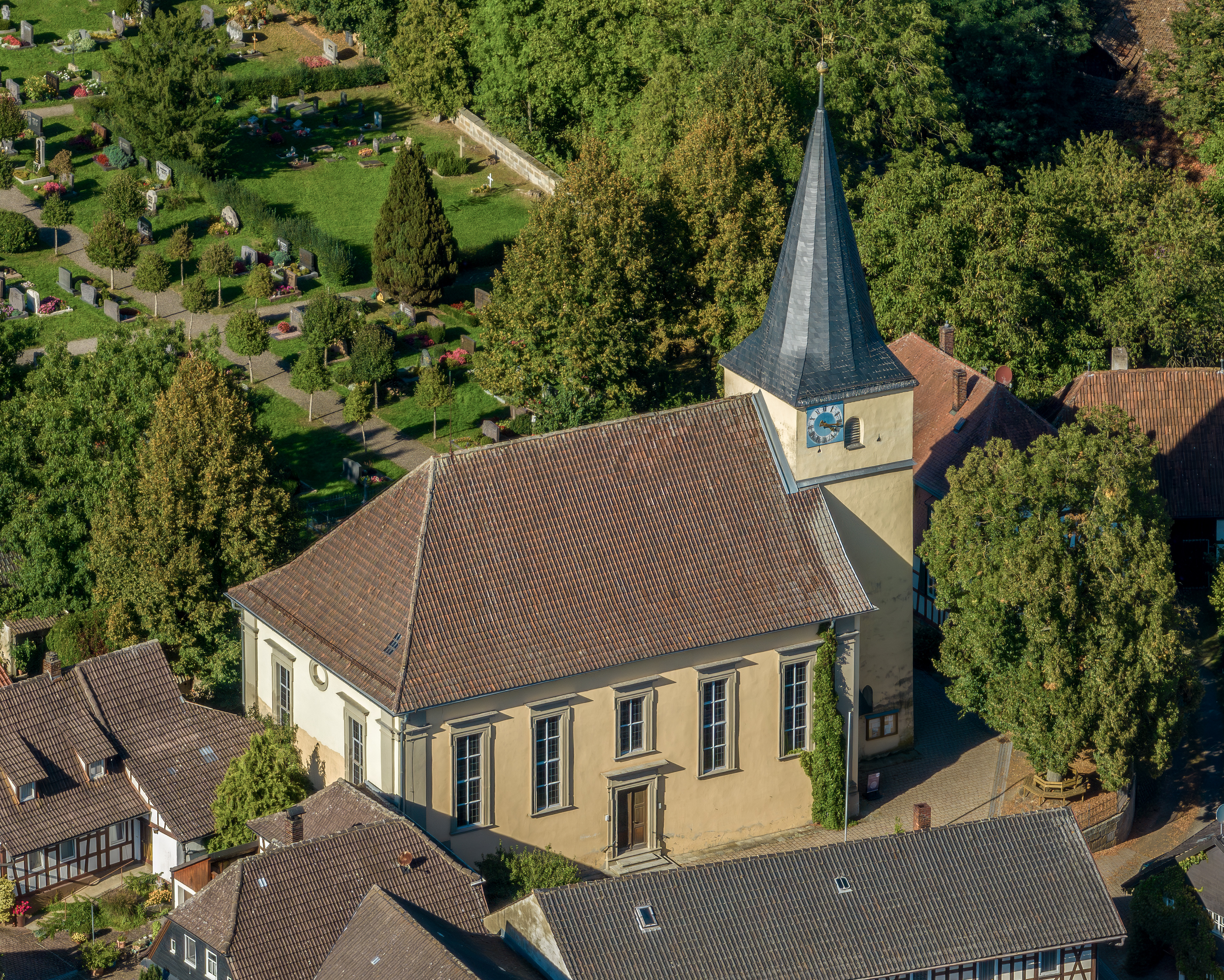
Evangelisch-lutherische Kirche in Untermerzbach

## Geschichte
Eine Kirche in Untermerzbach ist schon für 1225 nachgewiesen. 1439 wurde die Kapelle zu einer Pfarrkirche im Bistum Würzburg erhoben und der Nachbarort Kaltenbrunn eingepfarrt. 1534 führte die Familie von Rotenhan unter Kunz II. die Reformation ein. 1675 kehrte Georg Wolf von Rotenhan zu Merzbach samt seiner Familie zur katholischen Kirche zurück. In den folgenden Jahren gab es Konflikte zwischen der katholischen Grundherrschaft und der evangelischen Kirchengemeinde. 1691 wurde Kaltenbrunn zur katholischen Pfarrei erhoben. In der Untermerzbacher Kirche wurde im selben Jahr die simultane Nutzung eingeführt. Das Patronatsrecht hatten bis Anfang des 19. Jahrhunderts die Herren von Hendrich. Das Gotteshaus gehört der evangelischen Gemeinde, die es auch unterhält. Die katholische Kirche hat ein Nutzungsrecht.
Der Chorturm wird auf das 15. Jahrhundert datiert, das Langhaus auf des späte 17. Jahrhundert. Die Empore wurde 1749/50 neuerbaut. Anfang des 20. Jahrhunderts erfolgte eine Restaurierung.

## Beschreibung
Die Chorturmkirche steht auf einer Anhöhe im Dorfkern. Sie hat einen dreigeschossigen Turm. Die beiden unteren Geschosse trennt ein Gesims vom dritten Obergeschoss mit der Glockenstube. Im Sockelgeschoss befindet sich ein eingezogener Turmchor, den ein Kreuzgewölbe überspannt. Der runde Chorbogen zum Kirchenschiff ist heute durch die Altarwand geschlossen und der Chor dient als Sakristei. In der Südseite sind ein schmales spätgotisches Spitzbogenfenster und ein Eingang vorhanden. Das zweite Turmgeschoss besitzt schmale schießschartenartige Schlitzfenster und das oberste Geschoss rundbogige Schallöffnungen. Über dem Traufgesims folgt ein achtseitiger und verschieferter Spitzhelm.
Das verputzte Langhaus ist ein Saalbau mit fünf Fensterachsen an den Längsseiten. Es hat große rechteckige Fenster und jeweils ein Eingangsportal an den drei Seiten. Der Innenraum wird von einer Flachdecke überspannt, die durch Rahmenwerk mit Muscheln und reicher Akanthusdekoration aus Stuck verziert ist. Eine eingeschossige, dreiseitige Holzempore prägt den Raum. Auf der Querseite befindet sich die Orgel. Das ziegelgedeckte Satteldach ist auf der Westseite abgewalmt und unten durch ein Traufgesims aus Sandstein abgeschlossen.

## Ausstattung

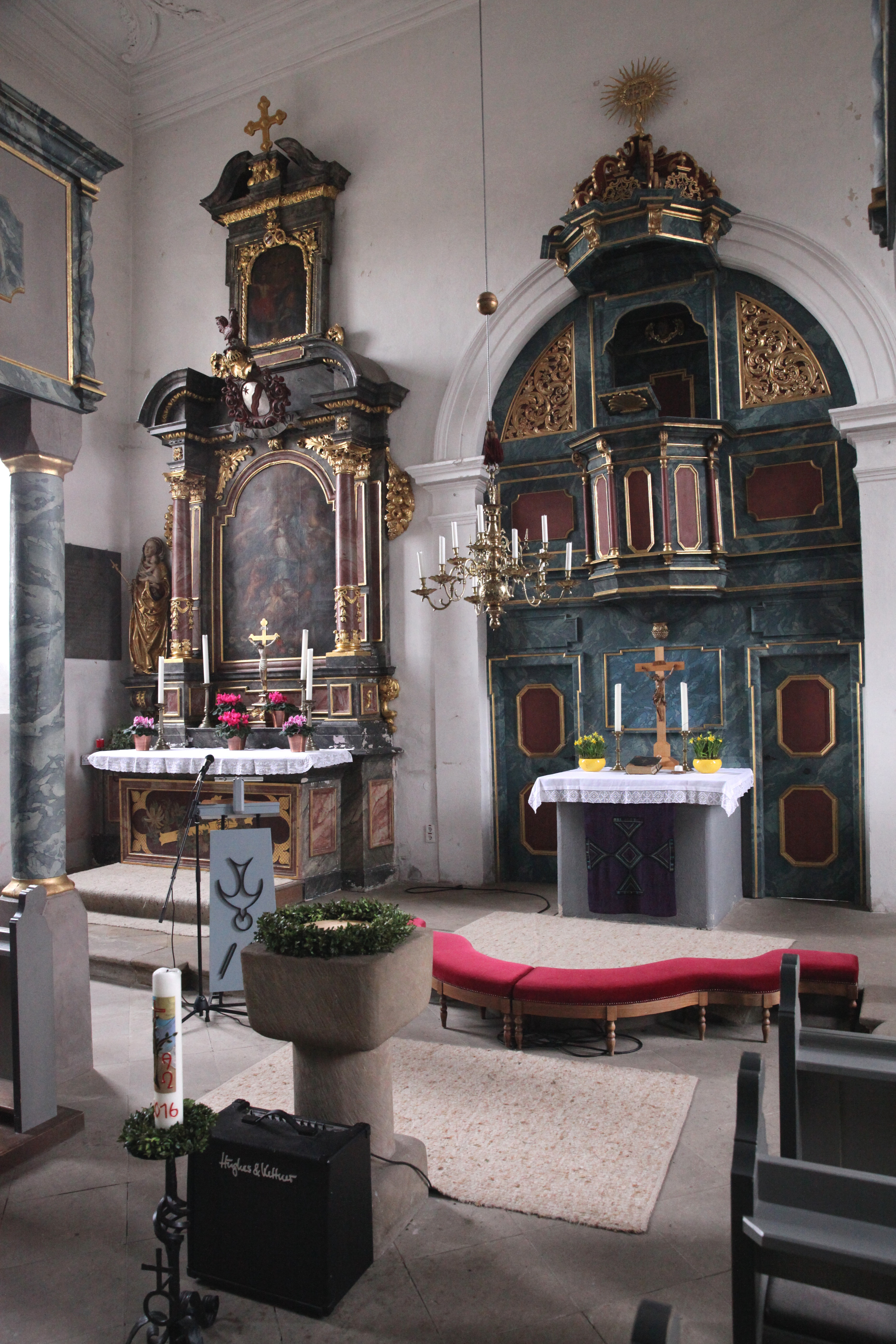
Katholischer und evangelischer Altar

In der Nordostecke des Langhauses befindet sich der katholische Marienaltar, der um 1691 entstanden ist. Der Altar hat einen zweisäuligen, spätbarocken mit Fruchtgehänge verzierten Aufbau mit einem Gebälk mit rundbogigen Giebelstücken. In der Mitte ist am Architrav das Wappen derer von Rothenhan mit dem Hahn als Helmzier vorhanden. Das Altarblatt zeigt Mariä Himmelfahrt, ein Spruchband bezeichnet sie als „Die Königin aller Heiligen“, im Auszug darüber ist die heilige Dreifaltigkeit dargestellt.
Links vom Altar steht Maria mit dem Kind, eine um 1500 entstandene, 1,45 Meter hohe Holzfigur. Daneben ist in der Wand eine Gedenktafel für den Grafen Otto Adolf Wolf von Rottenhan eingelassen.
Der protestantische Altar steht in der Mitte der Ostwand des Langhauses und ist als Kanzelaltar gestaltet, der die Gleichwertigkeit von Predigt und Abendmahl als explizit evangelischen Standpunkt unterstreicht.
An der Nordwand sind Grabsteine des Matthes von Rottenhan zu Merzbach († 1591) und des Hauptmanns von Maximilian Hieronymus von Mudersbach († 1676) eingelassen. An der Südwand erinnert ein Epitaph mit Akanthusrahmen und Wappen an Martin von Mudersbach († 1679), der Obrist und Herr auf Schenkenau war.